# Amphimedon paraviridis
Amphimedon paraviridis är en svampdjursart som beskrevs av Fromont 1993. Amphimedon paraviridis ingår i släktet Amphimedon och familjen Niphatidae. Inga underarter finns listade i Catalogue of Life.